# Alessia Gazzola
Alessia Gazzola (Mesina, Sicilia, 9 de abril de 1982) novelista italiana.

## Biografía
Especialista en medicina forense, empezó a publicar novelas en 2011 (L'allieva) El personaje central de sus novelas se llama Alice Allevi. Sus novelas mezclan la novela policíaca y chick lit.

## Libros
- L'allieva (Longanesi 2011)
- Un segreto non è per sempre (Longanesi 2012)
- Sindrome da cuore in sospeso (Longanesi 2012)
- Le ossa della principessa (Longanesi 2014)
- Una lunga estate crudele (Longanesi, 2015)